# Monticchio (Alpi Biellesi)
Il Monticchio (1.697 m s.l.m.) è una vetta delle Alpi Biellesi.
Si trova in provincia di Biella (BI) lungo lo spartiacque tra la Valle Sessera e la Valle Cervo ed a breve distanza dalla Valle Strona di Mosso.
Sul punto culminante convergono i confini comunali di Campiglia Cervo, Sagliano Micca e di un'isola amministrativa montana del comune di Veglio.

## Descrizione

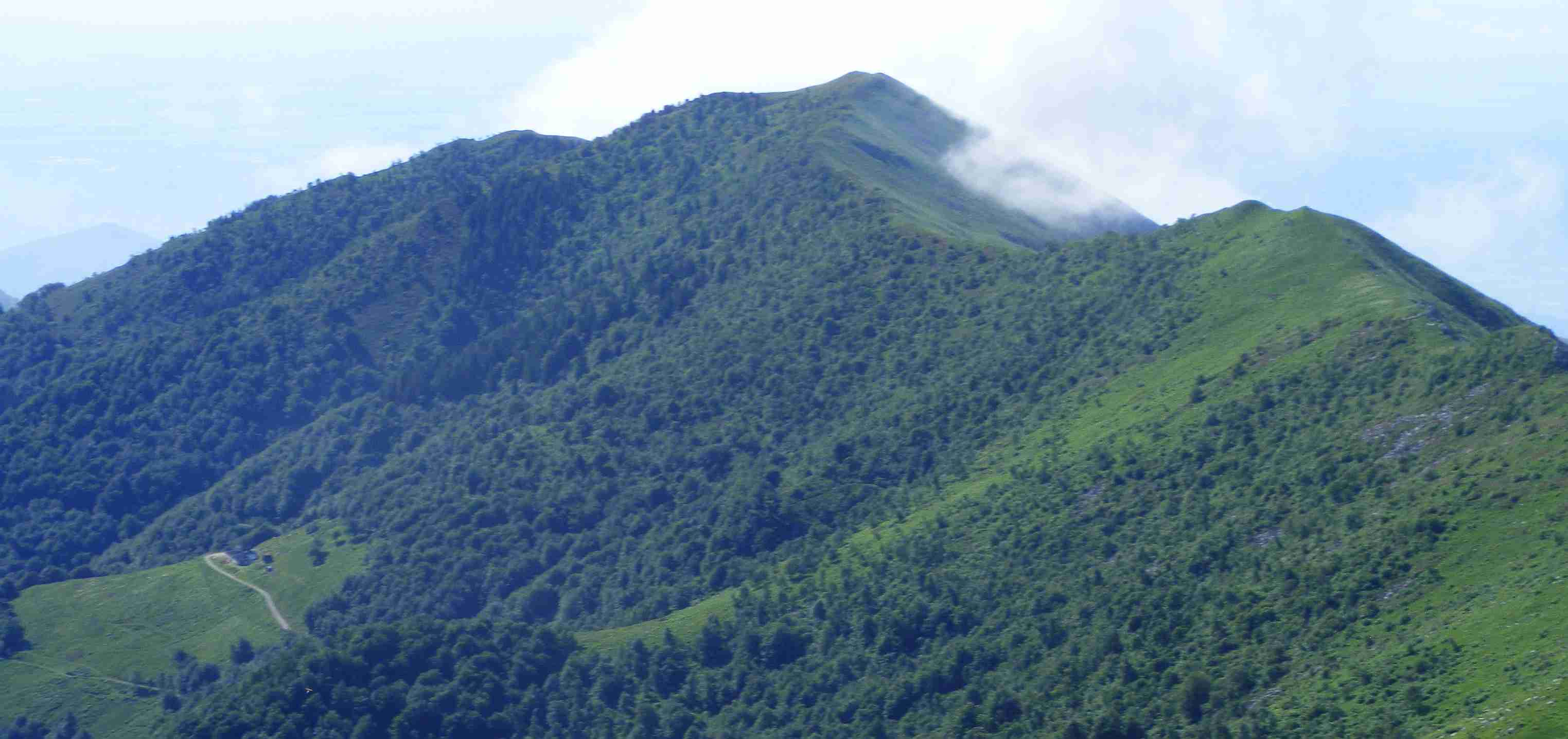
Il Monticchio e la Colma Bella (a destra) dalla Cima del Bonom

La montagna si eleva appena ad ovest del Bocchetto di Sessera e presenta due versanti ben distinti: prativo quello sud-occidentale rivolto verso la pianura, boscoso invece quello nord-orientale che guarda verso la Valsessera. 
L'anticima quotata 1.626 m, posta circa 0,5 km ad est del punto culminante, è un nodo orografico piuttosto importante perché da essa parte il lungo costolone che separa la Valle Cervo propriamente detta dal bacino di un suo importante tributario, il Torrente Strona di Mosso, e che comprende il vicino Monte Casto. Sulla cima si trova il punto geodetico trigonometrico dell'IGM denominato Monticchio (cod. 043298).
Dal Monticchio si gode di una ottima vista sulla pianura e sul Biellese centrale.
La zona è inclusa nell'Oasi Zegna, nata nel 1993 per tutelare e valorizzare l'area montana compresa tra Trivero e il Bo.

## Geologia
Nella zona del Monticchio è da tempo nota la presenza di blocchi di melafiro, una roccia vulcanica affine al basalto.

## Escursionismo e sci
È possibile raggiungere agevolmente la vetta per sentiero partendo dal Bocchetto di Sessera. L'itinerario che prosegue lungo il crinale Cervo-Sessera per la Cima del Bonom si fa invece via via più impegnativo ed arriva ad assumere caratteristiche alpinistiche tra la Punta del Cravile e il Monte Bo. Il monticchio è anche raggiungibile con le ciaspole sia dalla frazione Piaro (Campiglia Cervo) che dalla Panoramica Zegna.
Sul versante nord-orientale si snodano alcune delle piste di fondo che partono dal Bocchetto di Sessera.